# Ingen kan älska som vi
Ingen kan älska som vi är ett svenskt romantiskt-drama från 1988 i regi av Staffan Hildebrand med Izabella Scorupco och  Håkan Lindberg i huvudrollerna. Filmen hade Sverigepremiär den 12 augusti 1988.

## Handling
Annelie (Izabella Scorupco), 17 år, som bor med sin mamma i Stockholm, får ett brev från sin pappa som hon inte träffat på 10 år. Han vill att hon ska komma till honom i Jämtland så att de kan träffas. Hon åker, och väl där träffar hon Johnny (Håkan Lindberg) som har en rosa epatraktor.
För Annelie händer det mer i Jämtland på några dagar än vad det gjort i hela hennes liv i Stockholm.

## Rollista
- Izabella Scorupco - Annelie
- Håkan Lindberg - Johnny
- Anki Lidén - Annelies mamma
- Stig Engström - Annelies pappa
- Kim Anderzon - Pensionatsvärdinnan
- Ulf Granqvist - Raffe